# Ozarba hemipyra
Ozarba hemipyra là một loài bướm đêm trong họ Noctuidae.